# Црква Рођења Пресвете Богородице у Ратају
Црква Рођења Пресвете Богородице у Ратају, насељеном месту на територији града Врања, православни је храм који припада Епархији врањској Српске православне цркве.
Црква посвећена Рођењу Пресвете Богородице подигнута је на темељима старе цркве из 1870. године
Изнад улаза налази се натпис:
У име Свете Тројице Оца и Сина и Светога Духа подигнут је овај храм на старом темељу, за владе турске у години 1870. трудом и о трошку побожних тутора Стаменка Павловића, Стевана Ивановића из Ратаје, Стојка Стојковића из села Црни Луг и хришћана села Ратаје, Александровац, Црни Луг и Доње Жапско и свештеника Димитрија Поповића из Буљесовце. Овај храм Рођења Свете Богородице освећен је епископом нишким просвећеним г. Никанором, године 1906, месеца августа дана 23, а за владе Њ. В. Краља Србије Петра Првог. Мајстор Милан Ст. Дуборезац Луков.
Са југозападне стране подигнут је зидани звоник уместо ранијег дрвеног, започет иницијативом јереја Благоја Ђорђевића и Црквеног одбора, а 21. септембра 1979. године осветио га је Епископ врањски Доментијан.
Иконе на иконостасу рађене су у периоду од 1872. до 1874. године, од зографа Зафира и Вене. На иконостасу се налази 62 иконе. Зидно сликарство потиче из 1909. године.
Црква је комплетно обновљена, уз доградњу крстионице са иконостасом, у периоду од 2003. до 2018. године.